# Gianpaolo della Chiesa
Gianpaolo della Chiesa (1521 Tortona – 11. ledna 1575 Řím) byl italský římskokatolický duchovní, kardinál a prefekt Nejvyššího tribunálu apoštolské signatury.

## Život
Narodil se roku 1521 v Tortoně do šlechtické rodiny. Byl příbuzným papeže Pia V.
Studoval na Padovské a Pavijské univerzitě, kde získal doktorát z obojího práva. Byl významným právníkem v Miláně. Odešel do Španělska, kde před králem Filipem II. obhajoval vévodu z Terranovy. Zde si získal obdiv krále.
Byl senátorem Milána a guvernérem Pavie, tyto posty zastával dva roky. Po smrti jeho manželky jej milánský senát poslal do Říma. Zde řešil spor mezi senátem a kardinálem Carlem Borromeem. Získal si obdiv papeže, který ho jmenoval opatem-komendátorem kláštera San Pietro di Mulegio. Působil také jako referendář Nejvyššího tribunálu apoštolské signatury.
Když jeho strýc Serafino della Chiesa odmítl jmenování na kardinála, na jeho místo byl ustanoven Gianpaolo. Dne 24. března 1568 jej papež Pius V. jmenoval kardinálem-jáhnem ze San Callisto.
Dne 3. května 1568 se stal prefektem Nejvyššího tribunálu apoštolské signatury a stejného roku také opatem-komendátorem kláštera San Abbondio di Como.
Dne 10. května 1570 mu byl udělen titul kardinál-kněze ze San Callisto a 14. května 1570 titul kardinál-kněze ze San Pancrazio.
Zemřel 11. ledna 1575 v Římě. Pohřben byl v kostele San Pancrazio.